# 屍者の帝国
『屍者の帝国』（ししゃのていこく、The Empire of Corpses）は、伊藤計劃・円城塔の長編SF小説。

## 概要
元々は伊藤の第4長編として計画されていたが、冒頭の草稿30枚を遺して伊藤がガンで早逝、生前親交の深かった円城が遺族の承諾を得て書き継いで完成させた。
フランケンシュタインによる屍体蘇生術が普及した19世紀の世界を舞台とするスチームパンクSFであり、実在の人物に加えて主人公ワトソン始め多くの著名なフィクションのキャラクターが登場するパスティーシュ小説でもある。
2014年に劇場アニメ化が決定し、2015年に公開された。
第33回日本SF大賞・特別賞、第44回星雲賞日本長編部門受賞。第2回SUGOI JAPAN Awardエンタメ小説部門1位。
2015年には『屍者の帝国』の設定を使って書き手に依頼されたアンソロジー集『NOVA+ 屍者たちの帝国』が河出書房新社から大森望編で刊行された。

## ストーリー
19世紀末、ヴィクター・フランケンシュタインによって屍体の蘇生技術が確立され、屍者が世界の産業・文明を支える時代が到来していた。1878年、ロンドン大学の医学生ワトソンは、指導教官セワード教授とその師ヘルシング教授の紹介で、政府の諜報機関「ウォルシンガム機関」の指揮官「M」と面会し、機関の一員に迎えられ、アフガニスタンでの諜報活動を依頼される。その目的は、屍兵部隊と共にロシア軍を脱走してアフガン北方に「屍者の王国」を築いた男カラマーゾフの動向調査だった。
アフガニスタンに到着したワトソンは、インド副王のリットン卿から「人間と同じ俊敏さを持つ屍者」の存在を聞かされ、カラマーゾフが新型の屍者を創造していると考える。ワトソンは機関に所属するバーナビー大尉と記録専用屍者フライデー、ロシアから派遣された諜報員クラソートキンと共にアフガン奥地の「屍者の王国」を目指していた。その途中、ワトソンはアメリカの民間軍事会社「ピンカートン」メンバーのバトラーとハダリーに出会い、彼らから「アダムに気をつけろ」と忠告される。辿り着いた「屍者の王国」で彼らを待っていたカラマーゾフは、かつてヴィクターの創造した最初の屍者ザ・ワンが生存し、人造生命創造の秘密の記された「ヴィクターの手記」を所持していると告げ、ザ・ワンの追跡を依頼する。翌日、カラマーゾフはザ・ワンの研究結果から得た技術で自らを屍者化し、「ヴィクターの手記」の存在を立証する。
1879年6月、ワトソンたちは「ヴィクターの手記」が流失した大日本帝国を訪れ、新型屍者の創造を行っていた大里化学に乗り込むが、そこでは新型屍者たちによって殺害された化学者と、新型屍者を操る脳があった。脳は「ザ・ワン」を名乗り、ワトソンに「ヴィクターの手記」が書かれたパンチカードを渡す。大里化学を後にしたワトソンはハダリーと再会し、「ピンカートン」代表のグラント前大統領と面会し、屍者を暴走させるテロ集団「スペクター」の正体を探るための協力を求められる。ワトソンはザ・ワンが関わっていると考え協力する。グラントと日本皇帝の会見の場で屍者が暴走したが、そこにザ・ワンは現れなかった。しかし、ワトソンは半屍者化した大村益次郎からザ・ワンの存在を聞かされ、また、ハダリーからアメリカにある組織「アララト」がザ・ワンと関わりがあることを知らされ、彼女たちと共にアメリカ合衆国に向かう。
1879年9月、サンフランシスコにある屍者解析機関ミリリオン社を訪れたワトソンたちは、プロヴィデンスから大量の通信が発信されている事実を掴み、プロヴィデンスにある「星の智慧派」の教会に乗り込み、そこでザ・ワンと出会う。しかし、そこに「ウォルシンガム機関」の下部組織「ルナ協会」の部隊が現れ、ザ・ワンやワトソンたちを拘束する。「ルナ協会」はザ・ワンやワトソンたちを連れノーチラス号に乗り込みイギリスに向かう。
ノーチラス号の中で、ザ・ワンはワトソンたちに屍者の真実を語り出す。ザ・ワンは「人間以外の全ての生命にも魂が存在する」「屍者化は人間に寄生する菌株が作用した結果」と語り、「人間の意思そのものが、菌株が作り出す幻想」と結論付けた。ザ・ワンは「菌株の不死化により人類は破滅する」と警告し、それを阻止するために解析機関の説得を試みようとしていた。ワトソンたちはザ・ワンの提案を受け入れノーチラス号を乗っ取り、イギリスの解析機関があるロンドン塔に乗り込む。
ロンドン塔に乗り込んだワトソンたちは解析機関に到達し、ザ・ワンは解析機関との対話を始め、かつてヴィクターに創造を拒否された自らの伴侶を実体化させる。そこにヘルシング教授が現れ解析機関のネットワークを遮断するが、ザ・ワンによって「屍者の言葉」を理解した解析機関は実体化し、全生命の屍者化を始める。ワトソンはザ・ワンを止めるため、カラマーゾフから譲られた「屍者の言葉」の結晶体をハダリーに渡し解析機関を破壊する。破壊に伴いロンドン塔は崩壊し、ザ・ワンは伴侶と共に姿を消す。
1881年、ワトソンは行方不明になっていたハダリーと再会し、自身の菌株に「屍者の言葉」を吹き込むように依頼する。ハダリーは「屍者の言葉」を吹き込み、ワトソンはそれまでの意思を失ってしまう。ワトソンとの旅で意思を手に入れたフライデーは、かつてのワトソンの意思を探すためロンドンの街中に向かう。

## 登場人物

### イギリス
ジョン・H・ワトソン
ロンドン大学医学部生。セワードとヘルシングの紹介で「ウォルシンガム機関」の一員となり、ザ・ワンと「ヴィクターの手記」を巡る諜報活動に関わる。
フライデー
「ウォルシンガム機関」が所有する青年型の屍者。記録係としてワトソンに同行する。
フレデリック・ギュスターヴ・バーナビー
イギリス陸軍大尉、「ウォルシンガム機関」の一員。単身で敵国のロシア帝国・ヒヴァ・ハン国を縦横断し、手記を出版する。
怪力の持ち主で、多少の攻撃を受けても動じることがない。度々トラブルを引き起こすため、ワトソンからは煙たがられている。
エイブラハム・ヴァン・ヘルシング
「ウォルシンガム機関」の一員。諜報活動に従事する傍ら吸血鬼の研究をしているため、社会的には「ヴァンパイア・ハンター」として知られている。
20年前にトランシルヴァニアでザ・ワンの「屍者の帝国」を壊滅させ、以後もザ・ワンを追っている。
ジャック・セワード
「ウォルシンガム機関」の一員。ワトソンの指導教官。ヘルシングと共にザ・ワンの「屍者の帝国」を壊滅させる。
M
「ウォルシンガム機関」の指揮官。探偵稼業を営む弟がいる。
ロバート・ブルワー＝リットン
イギリス領インド帝国副王。ワトソンのアフガニスタン滞在時の上官。
ウェイクフィールド
ロンドン大学の医学部生。ワトソンの学友。

### ロシア
アレクセイ・フョードロヴィチ・カラマーゾフ
僧侶。軍事顧問団の一員としてアフガニスタンに派遣されるが、そこで新型屍者を率いて脱走し、奥地に「屍者の王国」を築く。
「ヴィクターの手記」を手に入れ屍者の研究とザ・ワンの追跡を行っていた。
ニコライ・クラソートキン
皇帝官房第三部の諜報員。カラマーゾフ追跡のため派遣され、ワトソンに同行する。
カラマーゾフとは同郷の友人で、彼の依頼を受けワトソンをカラマーゾフに引き合わせる。
ニコライ・フョードロフ
ロシア随一の知識人で、カラマーゾフとクラソートキンの師。ザ・ワンの研究仲間で、「全人類の復活（屍者化）」を目指している。
ドミートリイ・フョードロヴィチ・カラマーゾフ
アレクセイの兄。父親殺しの罪でシベリアに流刑されていたが、そこで屍者化される。

### 日本
山澤静吾（やまざわ せいご）
大日本帝国陸軍の将校。剣術の達人で、ワトソンの大里化学潜入に同行する。
寺島宗則（てらじま むねのり）
外務卿。日本でのワトソンとの交渉窓口。
川路利良（かわじ としよし）
警視局大警視。
大村益次郎（おおむら ますじろう）
元兵部大輔。10年前に屍爆弾によるテロで瀕死の重傷を負うが、日本に滞在していたザ・ワンの治療を受け意思を保ったまま屍者化し、一命を取り留める。

### アメリカ
ハダリー
トーマス・エジソンが造り出した人造人間。「ピンカートン」に所属し、ザ・ワンからは「リリス」と呼ばれている。解析機関並みの計算能力を持ち、屍者を操ることが出来る。バトラーのためにグラント暗殺を画策する。
ザ・ワンの騒動後は「アイリーン・アドラー」の偽名を使いロンドンで諜報活動に従事している。ヴィリエ・ド・リラダンの未来のイヴにちなむ。
レット・バトラー
「ピンカートン」の一員。南部の出身で南北戦争では南軍に所属するが、戦後は商工業で実業家に成り上がる。娘の死後にエジソンの研究所でハダリーと出会い、「ピンカートン」に加わる。
ユリシーズ・シンプソン・グラント
「ピンカートン」代表。前アメリカ大統領で、退任後は屍兵の売買のため世界一周の旅に出る。ザ・ワンの行方を追っている。
ウィリアム・シュワード・バロウズ
サンフランシスコの通信会社「ミリリオン社」の社長。アメリカ一の通信設備を持ち、ザ・ワンとの通信も行っていた。
サムズ
「ミリリオン社」の女性技術者。ザ・ワンとの通信を担当していた。

### その他
ザ・ワン
100年前にヴィクターが造り出した最初の屍者。別名「第二のアダム」。北極で自殺を図るが「ウォルシンガム機関」に保護され、「チャールズ・ダーウィン」の名前と経歴を与えられ管理下に置かれる。
魂の存在を巡り「ウォルシンガム機関」と対立し行方不明となり、以来100年間屍者の研究に没頭し「屍者の帝国」を築く。

## 劇場アニメ
2014年11月27日に行われた「ノイタミナプロジェクト発表会2015」にてノイタミナムービー第2弾“Project Itoh”の一環として『虐殺器官』、『ハーモニー』と共に劇場アニメ化されることが決定した。監督は『ハル』で監督を務めた牧原亮太郎が、キャラクター原案はredjuiceが、アニメーション制作は『ハル』や『進撃の巨人』などを手掛けてきたWIT STUDIOがそれぞれ担当する。2015年10月2日に公開された。
本作では台本収録を2段階に分け、最初をプレスコ（アフレコを前提とするためプレアフレコという形となる）の形で仮収録し、それに合わせて絵が完成した所で再びアフレコする手法を取っている。

### キャスト
- ジョン・H・ワトソン - 細谷佳正
- フライデー - 村瀬歩
- フレデリック・バーナビー - 楠大典
- ハダリー・リリス - 花澤香菜
- ニコライ・クラソートキン - 山下大輝
- アレクセイ・カラマーゾフ - 三木眞一郎
- 山澤静吾 - 斉藤次郎
- ユリシーズ・グラント - 石井康嗣
- マニーペニー - 桑島法子
- トーマス・エジソン - 武田幸史
- シャーロック・ホームズ - 高杉義充
- M - 大塚明夫
- ザ・ワン - 菅生隆之
- ナレーション - 二又一成

### スタッフ
- 原作 - 伊藤計劃、円城塔（河出書房新社刊）
- 監督 - 牧原亮太郎
- 助監督 - 田中洋之
- 演出 - 西久保利彦、江副仁美、大隈孝晴
- 脚本 - 瀬古浩司、後藤みどり、山本幸治
- キャラクター原案 - redjuice
- キャラクターデザイン - 千葉崇明
- 総作画監督 - 千葉崇明、加藤寛崇
- 作画監督 - 野崎あつこ、西垣庄子、齊藤卓也、浅野恭司、山本祐子、川名久美子、世良悠子
- バベッジエンジンデザイン - 渡部隆
- プロップデザイン - 尾崎智美、世良悠子
- メカニックデザイン - 常木志伸、福地仁、石垣純哉、村田護郎
- 美術設定 - 垣堺司、塩澤良憲、青木智由紀、イノセユキエ、高橋武之
- 美術ボード - Bamboo、西野隆世、岡本春美、益城貴昌、水上恵理
- 色彩設定 - 橋本賢
- 美術監督 - 竹田悠介
- 3D監督 - 西田映美子
- 撮影監督 - 田中宏待
- 編集 - 肥田文
- 音響監督 - はたしょう二
- 音楽 - 池頼広
- 音楽プロデューサー - 佐野弘明
- チーフプロデューサー - 松崎容子、山本幸治
- プロデューサー - 尾崎紀子、和田丈嗣、吉澤隆
- アニメーションプロデューサー - 中武哲也、岡田麻衣子
- アニメーション制作 - WIT STUDIO
- 配給 - 東宝映像事業部

### 主題歌
「Door」
歌 - EGOIST、作詞・作曲・編曲 - ryo

## 漫画
『月刊ドラゴンエイジ』（KADOKAWA）2015年10月号から2016年10月号まで連載。作画は樋野友行が担当する。単行本は全3巻。
- 伊藤計劃×円城塔/Project Itoh（原作）・樋野友行（作画）『屍者の帝国』KADOKAWA〈ドラゴンコミックスエイジ〉、全3巻
  1. 2016年2月9日発売[4][5]、ISBN 978-4-04-070806-5
  2. 2016年6月9日発売[6]、ISBN 978-4-04-070915-4
  3. 2016年11月9日発売[7]、ISBN 978-4-04-072084-5